# Eero Berg
Eero Berg (født 17. februar 1898 i Kangasala, død 14. juli 1969 i Karijoki) var en finsk atlet, som deltog i de olympiske lege 1924 i Paris.
Berg stillede op i 10000 meter-løbet ved legene i 1924, og her var han en af de løbere, der profiterede af, at de finske ledere valgte ikke at lade den store favorit, Paavo Nurmi, deltage, da de mente, at han stillede op i for mange konkurrencer. I stedet vandt en anden finne,Ville Ritola, i tiden 30:23,2 minutter, mens svenske Edvin Wide fik sølv med 30:55,2, mens Eero Berg fik bronze i tiden 31:43,0 minutter.
Berg stillede også op i terrænløbet, men gennemførte ikke. Han var imidlertid en del af det finske hold, der med Nurmi og Ritola i spidsen sikrede sig guldet i holdkonkurrencen, der blev afviklet samtidig med den individuelle konkurrence, foran USA, mens Frankrig blev nummer tre.